# Nouveau Voyage aux isles Françoises de l'Amérique

Le Nouveau Voyage aux isles Françoises de l'Amérique est l'œuvre majeure d'un missionnaire dominicain français sous Louis XIV, le Père Labat,et le document historique qui a apporté le plus de connaissance sur la vie aux Antilles à cette époque.
En 1706, rentré en Europe, il est nommé en Italie et entreprend sa rédaction, tout en essayant d'organiser son retour aux Amériques mais obtenir l'autorisation de sa hiérarchie.
Issu de long travaux sur l'histoire des Antilles, ce travail fut finalement publié en 6 volumes à Paris en 1722, avec de nombreuses illustrations qu'il réalisa lui-même (Nouveau Voyage aux isles Françoises de l'Amérique, Paris, 1722) puis traduit en néerlandais (1725) et en allemand (1783). L'auteur décrit les cultures locales comme le sucre et le cacao. Le Père Labat a ensuite travaillé de manière similaire sur d'autres pays à partir de notes d'autres missionnaires.